# Bombardier Canadair Regional Jet
Bombardier Canadair Regional Jet (Bombardier CRJ) – rodzina małych pasażerskich odrzutowców produkowanych przez firmę Bombardier Aerospace. Prace nad samolotem rozpoczęto w 1987 r. Pierwszy lot prototypu odbył się 10 maja 1991 r. W eksploatacji od listopada 1992 r. Pierwszą linią lotniczą wykorzystującą CRJ (wersja CRJ-100) była Lufthansa CityLine.
Do 31 grudnia 2005 r. wyprodukowano 1296 maszyn wszystkich wersji, które znalazły zastosowanie w liniach lotniczych całego świata:
Ameryka Północna i Południowa (1038 szt.)
- Air Canada Jazz
- American Eagle
- Delta
- Frontier Jet Express
- Horizon Air
- Northwest
- United Express
- US Airways

Europa (235 szt.)
- Adria Airways
- Air Nostrum
- Atlasjet
- Austrian Arrows
- Belavia
- Brit Air
- Cimber Air
- Eurowings
- Germanwings
- Lufthansa CityLine
- Maersk Air
- Malev Express
- SearAir
- SearAir citregia
- Styrian Spirit

Afryka, Azja, Środkowy Wschód (46 szt.)
- Air Sahara
- China Eastern
- China United
- CR Airways
- Ibex Airlines
- J-Air
- Shandong
- Shanghai
- South African Express

Do rodziny samolotów CRJ należą:
- CRJ-100
- CRJ-200
- CRJ-440
- CRJ-700
- CRJ-705
- CRJ-900
- CRJ-1000
- Canadair Challenger